# Heliophanus fascinatus
Heliophanus fascinatus là một loài nhện trong họ Salticidae.
Loài này thuộc chi Heliophanus. Heliophanus fascinatus được Wanda Wesołowska miêu tả năm 1986.